# Romain Danzé
Romain Danzé (* 3. července 1986, Douarnenez, Francie) je francouzský fotbalový obránce a bývalý mládežnický reprezentant, který hraje za francouzský klub Stade Rennes. Obvykle hraje na pozici pravého obránce, ale může nastoupit i na levém kraji obrany či v záloze.

## Klubová kariéra
Danzé hraje v Stade Rennes od roku 2006, zde zahájil svou profesionální kariéru. Později v mužstvu převzal kapitánskou pásku. V sezóně 2012/13 se dostal s týmem do finále Coupe de la Ligue (francouzský ligový pohár), v němž Rennes podlehlo AS Saint-Étienne 0:1.

## Reprezentační kariéra
Byl členem francouzských mládežnických výběrů, mj. U21.